# Museo Correale di Terranova
Il museo Correale di Terranova è un museo archeologico, pinacoteca e galleria d'arte di Sorrento: al suo interno conserva mobili del XVII secolo, dipinti che vanno dal XV al XIX secolo, reperti archeologici e porcellane, soprattutto della scuola di Capodimonte.

## Storia e descrizione
I fratelli Pompeo e Alfredo Correale, conti di Terranova, rimasti scapoli, scrissero nel testamento che alla loro morte tutte le opere d'arte in loro possesso, accumulate nel corso degli anni dalla famiglia, non andassero perdute e quindi proponevano la creazione di un museo, in una villa di loro proprietà: fu così che nel 1902 venne costituita la fondazione Correale di Terranova e nel 1924 il museo fu inaugurato; tuttavia esso è rimasto chiuso per molto tempo a causa di diverse controversie ed è stato aperto al pubblico nel 1989.

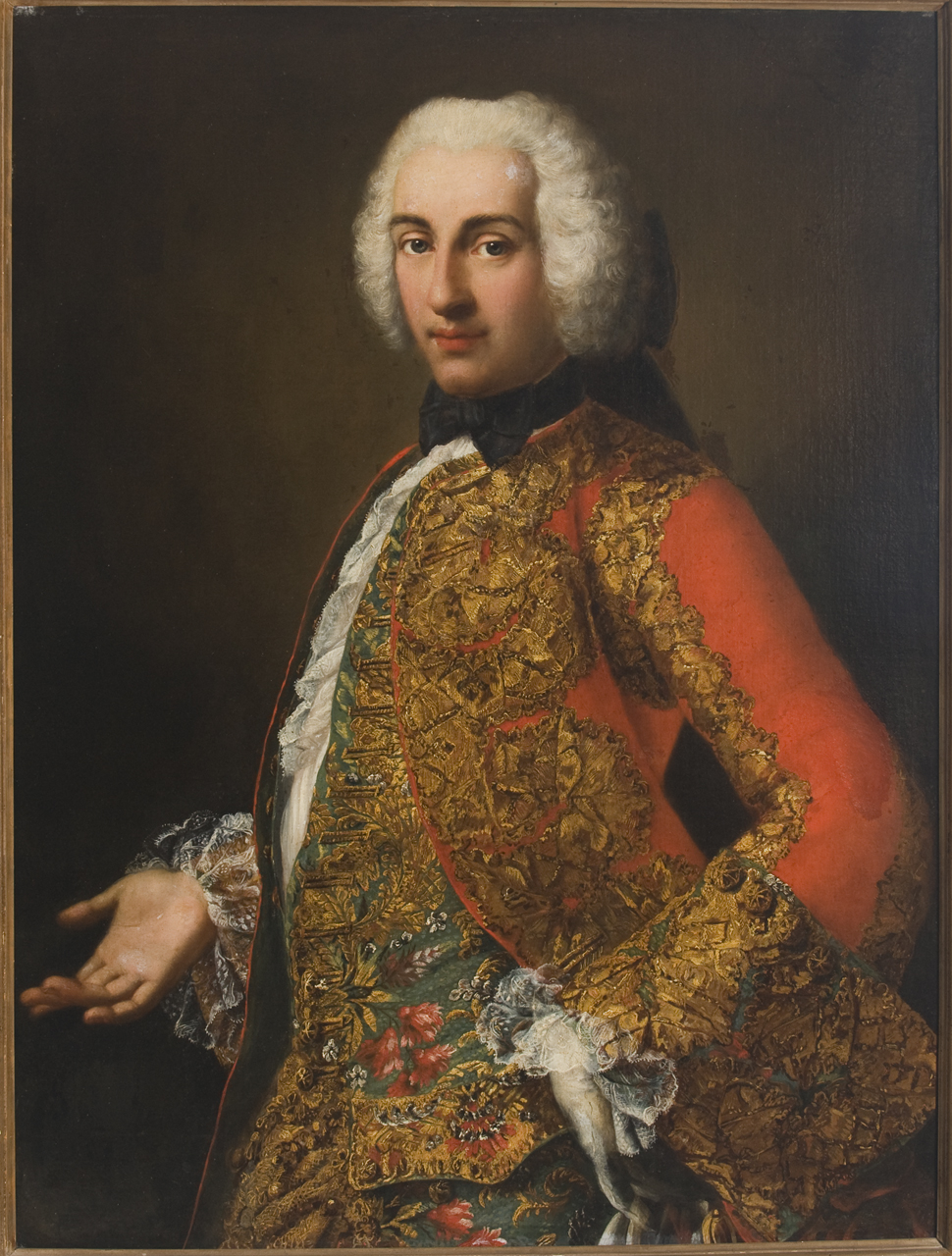
Ritratto di Marcantonio Colonna, opera di Pascaletti

Il museo Correale di Terranova è ospitato in una villa settecentesca, utilizzata come residenza estiva dai conti di Terranova, Villa Correale, chiamata anche Villa della Rota. La villa ha una pianta rettangolare, con facciata caratterizzata da due corpi laterali che sporgono e una zona centrale con due file di archi sovrapposti, ciascuna con tre campate con pilastri listati; il portale d'ingresso è un arco a tutto sesto e la chiave di volta è decorata con lo stemma dei Correale. Internamente il museo si compone di ventiquattro sale distribuite su tre livelli, più un sottotetto utilizzato per le mostre temporanee.
Al pianterreno si trova la sala dedicata ai fondatori con i loro ritratti e l'albero genealogico della famiglia Correale, realizzato nel XIX secolo; seguono quindi le sale dedicate alla storia di Sorrento: in particolar modo sono presenti arredi quali sedie, tavoli in stile Luigi XV, uno scrittoio del 1910 che serviva anche da leggio, scacchiera e toletta, opera di Giuseppe Gargiulo, scatole e scrigni, molti risalenti al XIX secolo e decorati con tarsie e mosaici in legno raffiguranti scene di vita popolare e dipinti storici; la maggior parte di queste opere sono state donate dal cavaliere Silvio Salvatore Gargiulo nel 1937. Si prosegue con gli ambienti dedicati all'archeologia: in uno sono conservati reperti provenienti dalla città e dalla costiera sorrentina, in particolar modo dalle necropoli, e si tratta di ceramiche attiche, oggetti in bronzo di epoca preistorica e marmi greco-romani, tra cui un'ara scolpita con episodi commemorativi dell'inaugurazione del tempio di Vesta sul Palatino e su cui probabilmente poggiava una statua di Augusto; in un'altra sala invece sono posti reperti di epoca medioevale, in particolare quelli provenienti dall'antica cattedrale di Sorrento, come colonne, plutei e frammenti dell'ambone. Sempre al pianoterra si trova una biblioteca, istituita il 10 ottobre 1918 ed aperta il 10 marzo 1924: raccoglie circa seimila tra volumi ed opuscoli, nonché quattrocento manoscritti che partono dal XVII secolo e trattano di letteratura italiana e straniera, botanica, storia sorrentina, medicina, archeologia campana e varie edizioni delle opere di Torquato Tasso, di cui qui si conserva la maschera mortuaria; queste opere, alcune arricchite con tavole ed incisioni, vennero donate inizialmente da Silvio Salvatore Gargiulo, Manfredi Fasulo e Mariano Vervena, mentre altre nel corso degli anni dal comune di Sorrento, dalla biblioteca nazionale Vittorio Emanuele III, dal Circolo Sorrentino e dalla congregazioni dei Servi di Maria, nonché da numerosi privati. 

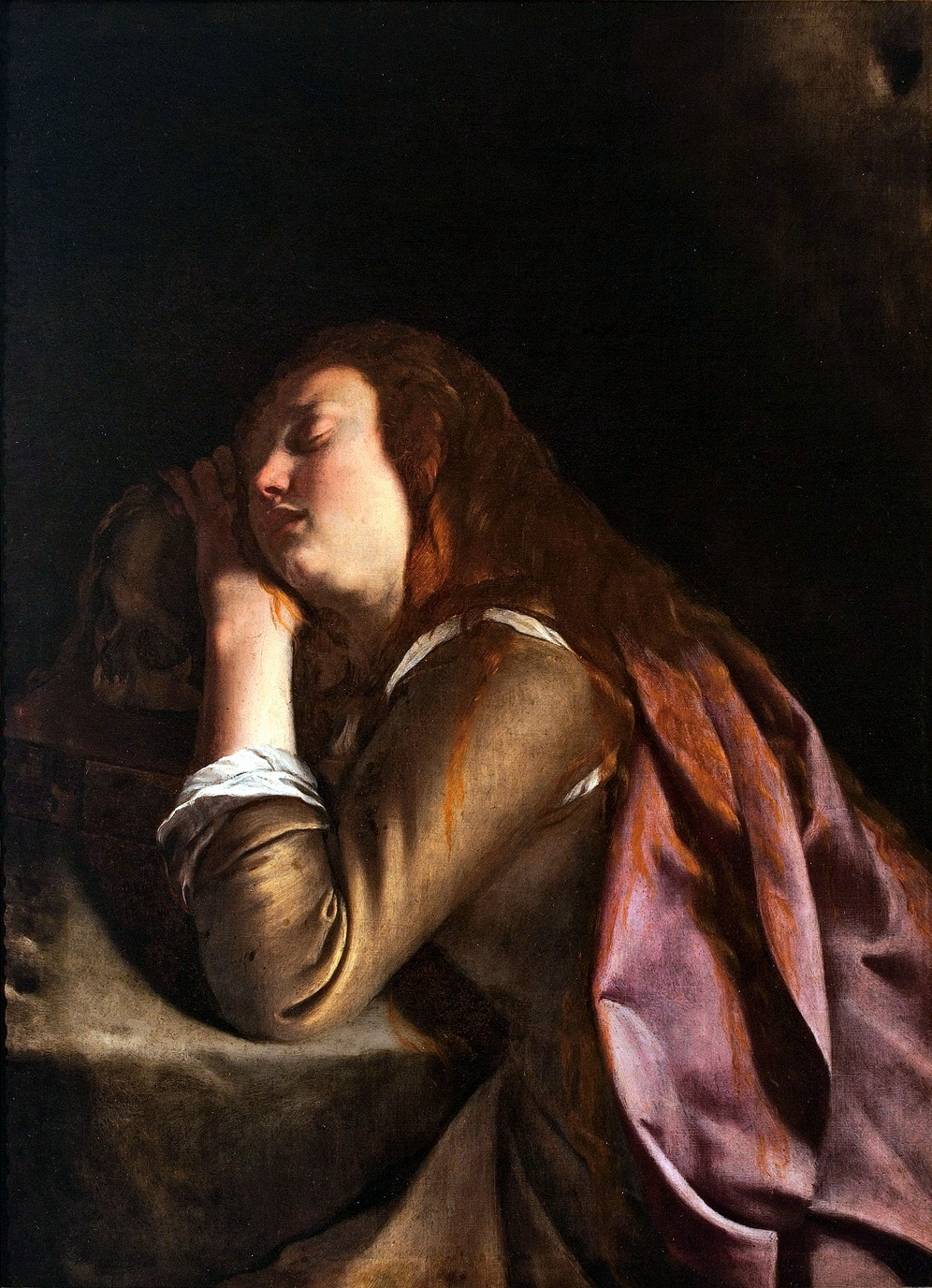
Maddalena penitente, opera di Gentileschi

Uno scalone d'onore, realizzato nel XVIII secolo su disegno dell'ingegnere Giovan Battista Nauclerio, conduce ai piani superiori, i cui pianerottoli sono abbelliti da balaustre in piperno. Al primo piano è posta la galleria che contiene pitture che seguono la corrente manieristica: le opere, realizzate tra il XVI e il XVII secolo, vennero dipinte da artisti come Andrea Vaccaro, Micco Spadaro, Paolo De Matteis, Giacomo del Pò, Giuseppe Bonito, Salvator Rosa, Belisario Corenzio, Artemisia Gentileschi, Giuseppe Pascaletti e Francesco De Mura; seguono altre sale, di cui una dedicata ai pittori fiamminghi come Peter Paul Rubens, Abel Grimmer, Frans Vervloet e Michiel Sweerts ed una alle porcellane orientali risalenti al XVII e XVIII secolo e agli arredi dello stesso periodo. 
Nelle prime quattro sale del secondo piano sono raccolti dipinti realizzati tra il XVII e il XIX secolo con tema delle nature morte, realizzati da artisti quali Giovan Battista Ruoppolo, Tommaso Realfonso, Aniello Ascione, Giovanni Battista Casissa e Gaetano Cusati; segue poi una sala dedicata ad Andrea Belvedere, un musicista e scenografo del XVII secolo, una sala con dipinti di paesaggi realizzati da pittori stranieri quali Gaspard Dughet e Frans Vervloet, una sala con dipinti che seguono la Scuola di Posillipo e infine una sala che espone orologi sia di fattura italiana che estera del XVIII secolo, oltre a vetri di Murano e Boemia e argenti sempre dello stesso periodo.
Al terzo piano è esposta una vasta collezione di porcellane provenienti dalle fabbriche di Meissen, Sèvres, Bow, Vienna, Doccia e Capodimonte. Tra le antiche maioliche di Castelli, quelle dipinte da Bernardino Gentili il Giovane. 
Intorno alla villa che ospita il museo si apre un giardino: questo ospita alcuni alberi secolari come una Araucaria excelsea, diverse piante tropicali tra cui una Ceiba speciosa, un boschetto di Camelie japoniche ed un vasto agrumeto; un viale costeggiato da platani conduce ad una terrazza che si affaccia sul mare, con panorama sul golfo di Napoli.